# Église Sainte-Alexandra de Bad Ems
 (juillet 2012).
Si vous disposez d'ouvrages ou d'articles de référence ou si vous connaissez des sites web de qualité traitant du thème abordé ici, merci de compléter l'article en donnant les références utiles à sa vérifiabilité et en les liant à la section « Notes et références ».
L'église Sainte-Alexandra est une église russe orthodoxe située dans la ville thermale de Bad Ems au bord de la rivière Lahn dans le Land de Rhénanie-Palatinat. Elle est dédiée à sainte Alexandra de Rome.

## Histoire

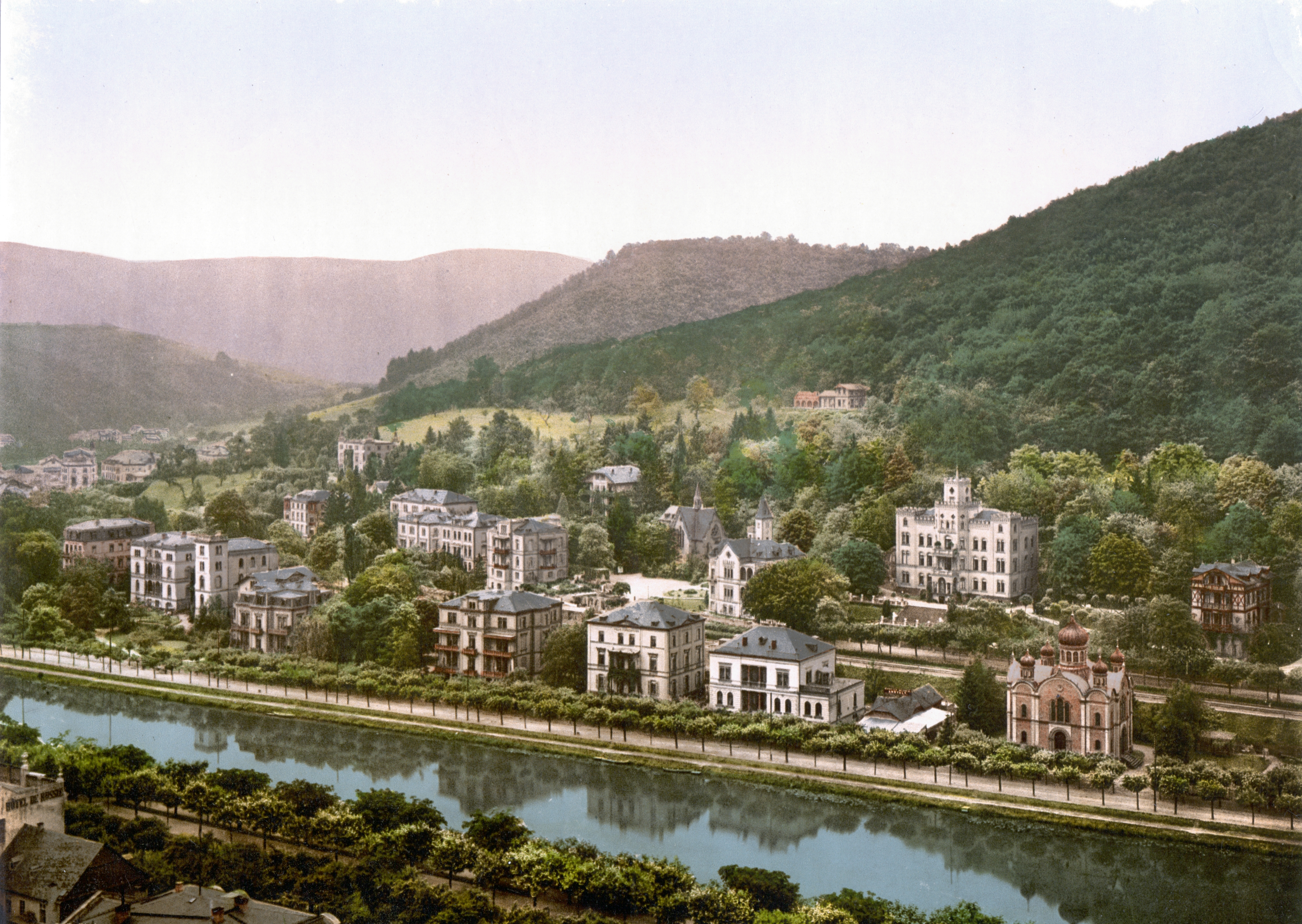
Bad Ems vers 1900 avec l'église russe à droite.

Bad Ems est une ville thermale qui était prisée au XIXe siècle par l'aristocratie européenne, et notamment russe, aussi un comité se crée-t-il en 1855 pour réunir les fonds en vue de l'édification d'une église pour les curistes russes. Ce comité se met en 1858 sous le patronage de l'impératrice Alexandra Feodorovna de Russie, sœur du roi Guillaume de Prusse et veuve de l'empereur Nicolas Ier. Cependant les sommes réunies ne sont pas importantes et le projet met du temps à se réaliser. En attendant, les cérémonies liturgiques sont organisées pendant la saison estivale dans un salon de la Kurhaus (établissement thermal) grâce à la reine de Wurtemberg, fille de l'impératrice Alexandra. Le cours des choses est repris par un nouveau comité après la visite à Ems d'Alexandre II pendant l'été 1873. Il donne une somme importante pour l'achat d'une terrain au bord de la rivière et les travaux commencent en 1874, d'après les plans d'une architecte de Nassau, Goldmann[réf. souhaitée]. L'église est consacrée le 2 (14) mai 1874. Le tsar assiste à une liturgie quatre jours plus tard.
L'église est ouverte pendant la saison estivale et desservie par le clergé de l'église russe de Wiesbaden. Elle est fermée de 1914 à 1922 à cause de la Première Guerre mondiale. L'Empire russe n'existe plus et son aristocratie disparaît. L'église accueille alors des émigrés blancs qui ont tout perdu. Elle est placée sous la juridiction du métropolite Euloge (qui est à Paris) et à partir de 1939 fait partie de l'Église orthodoxe russe hors frontières. Elle ferme de 1944 à 1946, se retrouve sous la juridiction du patriarcat de Moscou jusqu'en 1957 où elle passe au patriarcat de Constantinople.
Elle fait partie maintenant de l'Église russe hors frontières, en communion avec le Patriarche de toutes les Russies[réf. souhaitée].

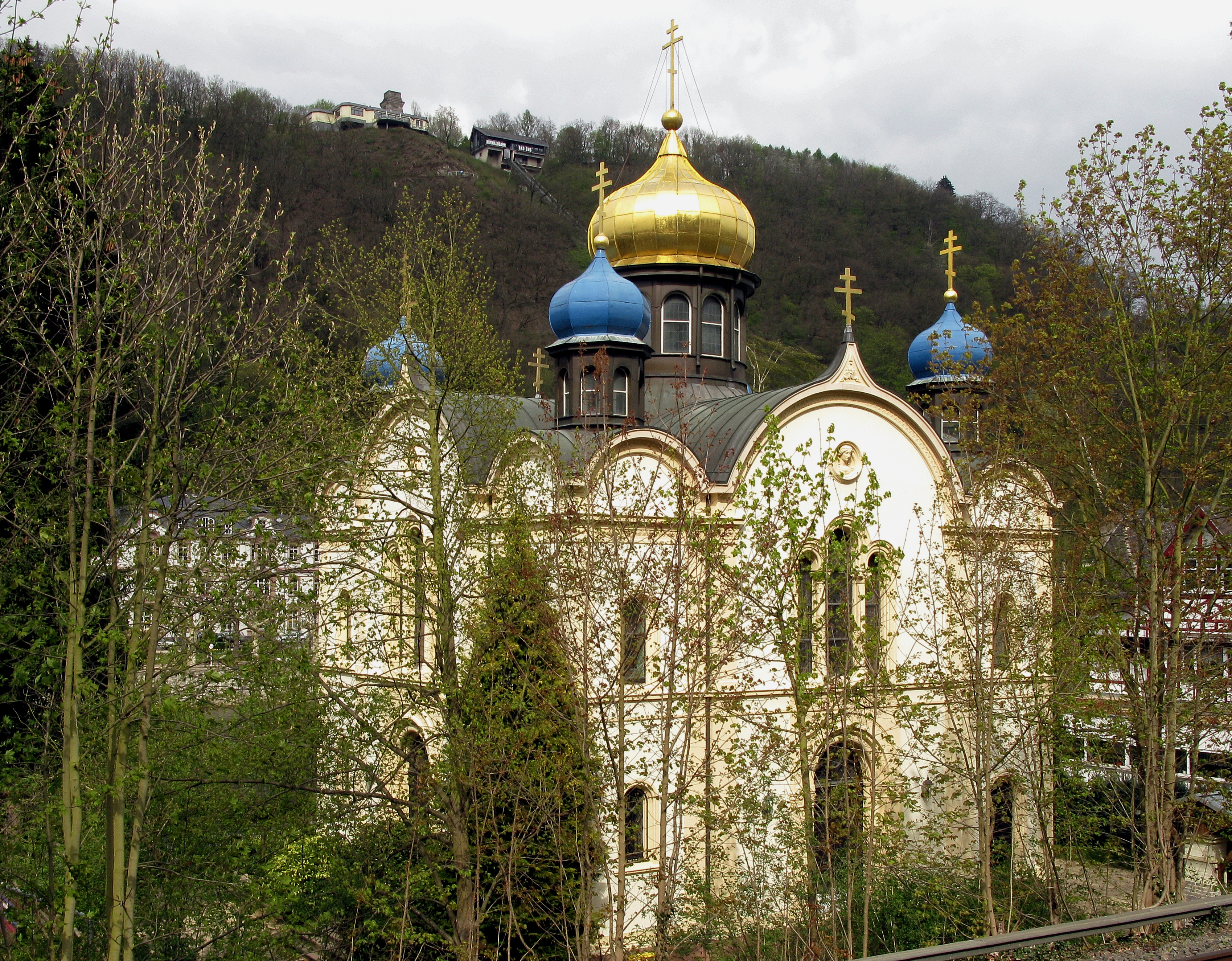
Vue de l'église aujourd'hui.

L'église, haute de 27 mètres,  a une superficie de 150 mètres carrés, et un plan en forme de croix grecque. Ses six cloches ont été confisquées en 1917. Une icône de Vassili Verechtchaguine représentant la Résurrection du Christ se trouve au-dessus de l'autel.